# Spilogona denudata
Spilogona denudata este o specie de muște din genul Spilogona, familia Muscidae. A fost descrisă pentru prima dată de Holmgren în anul 1869. Conform Catalogue of Life specia Spilogona denudata nu are subspecii cunoscute.